# 塚原董久
塚原 董久（つかはら のぶひさ、1930年11月27日-  ）は、日本の経営者。三菱自動車社長を務めた。

## 来歴・人物
東京都出身。1955年に東京大学経済学部を卒業し、同年に三菱重工業に入社した。1970年に三菱自動車工業に転じ、1989年6月に取締役に就任し、1991年6月に常務を経て、1995年6月には社長に就任。1996年6月に病気のために社長を退任し、相談役に退き、翌年6月から顧問を務めた。